# ホームステッド (フロリダ州)
ホームステッド（Homestead）は、アメリカ合衆国フロリダ州のマイアミ・デイド郡にある都市。人口は8万0737人（2020年）。マイアミの南西40キロメートルに位置しており、マイアミ都市圏に含まれる。

## 概要
ビスケーン国立公園、エバーグレーズ国立公園、キーラーゴ島に近く、観光の拠点として機能している。市内にはホームステッド＝マイアミ・スピードウェイが立地している。市域の東に空軍予備役軍のホームステッド基地（en:Homestead Air Reserve Base）が隣接している。
市名はホームステッド法と関係している。フロリダ東海岸鉄道がマイアミから南方へ鉄道を延伸する際、処分予定の国有地に駅を設置することになり、地名がなかったので「ホームステッド」と名付けたという。

## 交通
市の中心部を国道1号線が通っている。東寄りにはフロリダ・ターンパイク（en:Homestead Extension of Florida's Turnpike）がある。鉄道は貨物線であり旅客輸送は行われていない。